# دحل أبو سخيل
دحل أبو سخيل هو أحد الدحول الواقعة في الصمان في السعودية.